# Skalarprodukt
Skalarprodukt eller prikprodukt er et begreb inden for matematikken, nærmere betegnet vektormatematik, og er et specialtilfælde af matrixproduktet. Skalarproduktet udgør et indre produkt på vektorrummene {\displaystyle \mathbb {R} ^{n}}. Her vises som eksempel skalarproduktet af to tredimensionale vektorer:
{\displaystyle {\vec {a}}\cdot {\vec {b}}={\vec {a}}^{T}{\vec {b}}={\begin{pmatrix}a_{1}\\a_{2}\\a_{3}\\\end{pmatrix}}^{T}{\begin{pmatrix}b_{1}\\b_{2}\\b_{3}\\\end{pmatrix}}={\begin{pmatrix}a_{1}&a_{2}&a_{3}\\\end{pmatrix}}{\begin{pmatrix}b_{1}\\b_{2}\\b_{3}\\\end{pmatrix}}=a_{1}b_{1}+a_{2}b_{2}+a_{3}b_{3}=\Vert {\vec {a}}\Vert \Vert {\vec {b}}\Vert \cos(\theta )}
— hvor {\displaystyle \theta } er vinklen mellem de to vektorer. Resultatet af skalarproduktet er en skalar (et tal), deraf navnet, modsat krydsproduktet, hvor resultatet er en vektor.
Ud fra ovenstående lighedstegn kan skalarproduktet forklares som den størrelse der opnås ved at tage projektionen af den ene vektor ind på den anden, og gange med længden af den anden vektor.
En omskrivning af den ovenstående ligning viser at skalarproduktet kan anvendes til at bestemme cosinus til vinklen mellem to vektorer ud fra vektorernes koordinatsæt, samt deres længde:
{\displaystyle \cos(\theta )={{\vec {a}}\cdot {\vec {b}} \over \Vert {\vec {a}}\Vert \Vert {\vec {b}}\Vert }}
Generelt set er skalarproduktet på vektorrummet {\displaystyle \mathbb {R} ^{n}} givet ved
{\displaystyle {\vec {a}}\cdot {\vec {b}}=\sum _{i=1}^{n}a_{i}b_{i}}.
Heraf ses bl.a. at skalarproduktet altid er symmetrisk, idet {\displaystyle {\vec {a}}\cdot {\vec {b}}={\vec {b}}\cdot {\vec {a}}} for alle vektorer {\displaystyle {\vec {a}}} og {\displaystyle {\vec {b}}}, hvilket er et af kravene til et indre produkt.
Som et eksempel på praktisk brug kan man forestille sig Vektor B repræsentere en cyklist der bevæger sig i Vektor B's retning og Vektor A repræsenterer vindretningen (set ovenfra). Hvis scalarproduktet er 0, er de to vektorer vinkelrette på hinanden, og cyklisten har vinden lige ind fra siden. Scalarproduktet er positivt når der er medvind og størst når cyklisten har vinden lige i ryggen. Jo mere negativt scalarproduktet er, jo mere modvind oplever cyklisten.